# Erika Miklósa

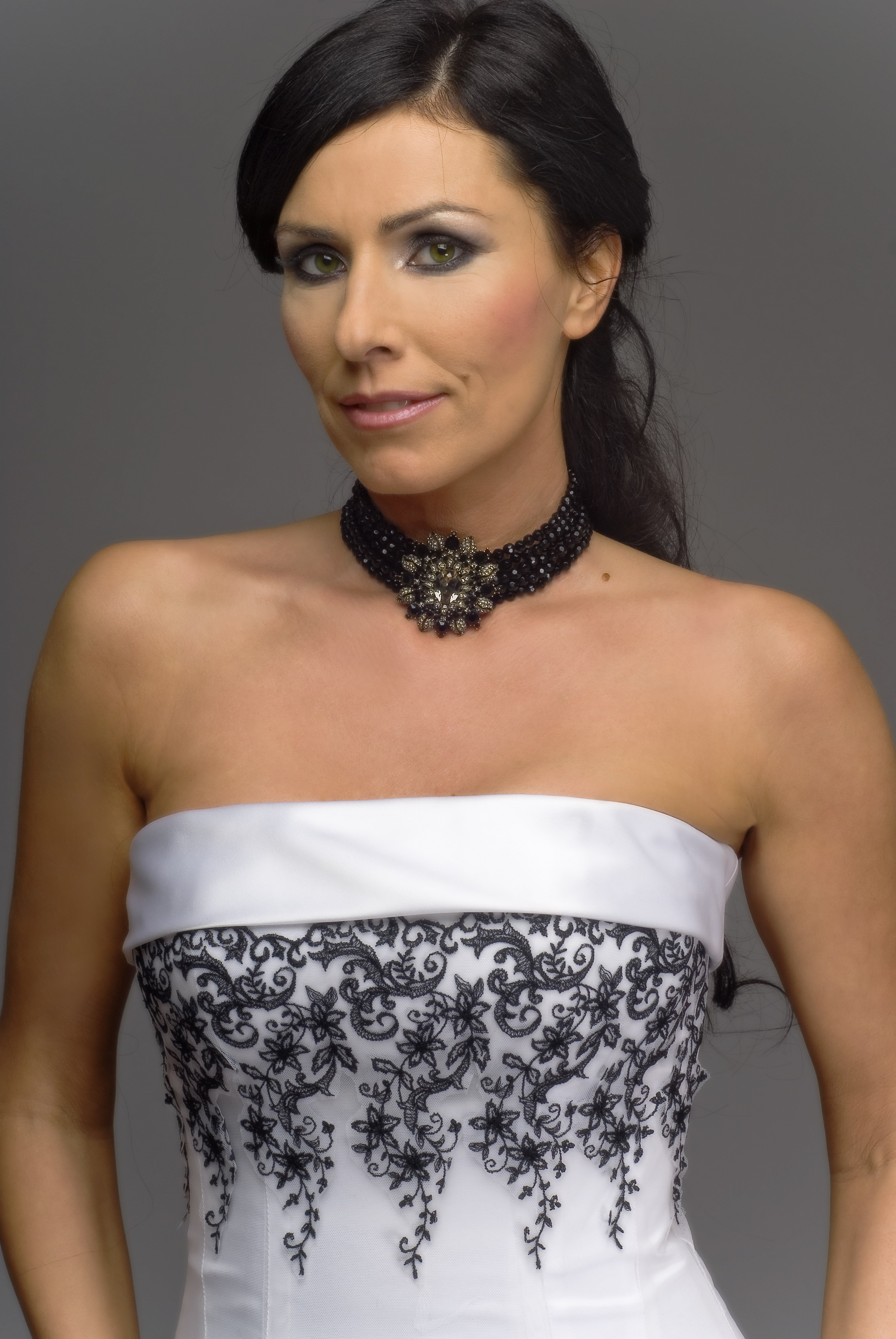
Erika Miklósa

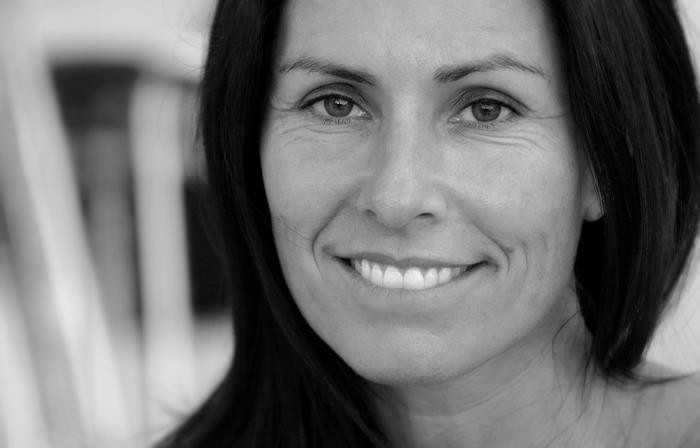
Photo: Gáspár Stekovics

Erika Miklósa (på ungerska Miklósa Erika), född 9 juni 1970, är en ungersk operasångerska (sopran), med specialrollen Nattens Drottning i Mozarts Trollflöjten. Hennes hem har alltid varit i Ungern, i en liten by i Bakonybergen.

## Biografi
Erika Miklósa var som tonåring framgångsrik inom mångkamp i sitt hemland Ungern. Hon tvingades ge upp den karriären på grund av en olycka. Hon började då att ta upp en annan talang och började sjunga. Knappt tre år senare, när hon var 19, hade blev hon den yngsta kontrakterade sångaren den ungerska statsoperan någonsin haft.
År 1992 framträdde hon under "Master and Future" i Bryssel. Detta var hennes första framträdande i utlandet. 1992 var också det år då hon för första gången sjöng rollen Nattens drottning i Mozarts Trollflöjten i Mannheim. Under senare år har rollen blev hennes speciella roll som hon sjungit hundratals gånger. 1996 reste hon utomlands för att studera. Hon utbildades med hjälp av stipendier, först vid Academy of Vocal Arts i Philadelphia, USA och sedan vid La Scala i Milano. Fram till 1999 var hon medlem av den ungerska statsoperan, där hon sjöng en rad sopranroller.
Erika Miklósa har spelat Nattens drottning i Mozarts Trollflöjten på alla världens stora scener till exempel i London, Paris, München och New York. Hennes coloratursäkra röst har erövrat världen med ett flertal internationella inbjudningar och med närmare 500 föreställningar bakom sig har hon blivit den mest eftertraktade sopranen i världen för denna roll. Sedan 2004 har hon haft ett kontinuerlig kontrakt med New York Metropolitan Opera House. Förutom opera, gör hon gärna även musikal och operett, och ger ofta exklusiva galakonserter.
Våren 2013 framträdde hon på Malmö Opera i rollen som Nattens Drottning i regi av den ungerske regissören Tamás Ascher. Säsongen 2014–15 har hon rollen som grevinnan i Greve Ory av Rossini på Malmö Operas stora scen.